# Bed för mig, Herre kär
Bed för mig, Herre kär är en psalm från 1936 av Anders Frostenson, bearbetad av honom själv 1980. Melodi av Oskar Lindberg från 1937 (D-moll, 4/4), men psalmen har även sjungits på melodin till Närmare, Gud, till dig.
Innehållsligt är psalmen, som framgår av inledningsorden, en bön om förbön. Den anspelar på lärjungarnas trötthet i Getsemane och Jesus' ord till Petrus: "...men jag har bett för dig att din tro inte ska ta slut".
Texten är upphovsrättsligt skyddad till år 2076.

## Publicerad i
- 1937 års psalmbok som nr 382 under rubriken "Trons prövning under frestelser och lidanden".
- Den svenska psalmboken 1986 som nr 267 under rubriken "Vaksamhet - kamp - prövning".
- Svensk psalmbok för den evangelisk-lutherska kyrkan i Finland (1986) som nr 343 under rubriken "Trivel och tro"